# Chi Tử kinh
Chi Tử kinh (danh pháp khoa học: Cercis) là một chi chứa khoảng 6-10 loài trong phân họ Vang (Caesalpinioideae) của họ Đậu (Fabaceae), có nguồn gốc trong khu vực ôn đới ấm. Chúng là các cây thân gỗ nhỏ lá sớm rụng hay các cây bụi lớn, với đặc trưng là các lá đơn thuôn tròn hay hình tim và hoa màu đỏ ánh hồng, mọc về đầu mùa xuân trên các cành non không lá.
Các loài tử kinh bị ấu trùng của một số côn trùng cánh vẩy (Lepidoptera) phá hại, như Amphipyra tragopoginis (được ghi nhận tại tử kinh đông Bắc Mỹ).

## Các loài
- Cựu Thế giới:
  - Cercis chinensis – Tử kinh (Đông Á; đồng nghĩa C. glabra và C. japonica)
  - Cercis gigantea – Tử kinh lớn (Trung Quốc)
  - Cercis griffithii – Tử kinh Afghan (miền nam Trung Á)
  - Cercis racemosa – Tử kinh hoa rủ (miền tây Trung Quốc)
  - Cercis siliquastrum – Tử kinh châu Âu hay cây Judas (khu vực Địa Trung Hải)
- Tân Thế giới:
  - Cercis canadensis - Tử kinh miền đông (miền đông Bắc Mỹ)
  - Cercis mexicana – Tử kinh Mexico (México; thường được coi như là một thứ của C. canadensis)
  - Cercis occidentalis – Tử kinh California hay Tử kinh miền tây (California)
  - Cercis reniformis – Tử kinh Oklahoma (Oklahoma; thường được coi như là một thứ của C. canadensis)
  - Cercis texensis – Tử kinh Texas (Texas; thường được coi như là một thứ của C. canadensis)

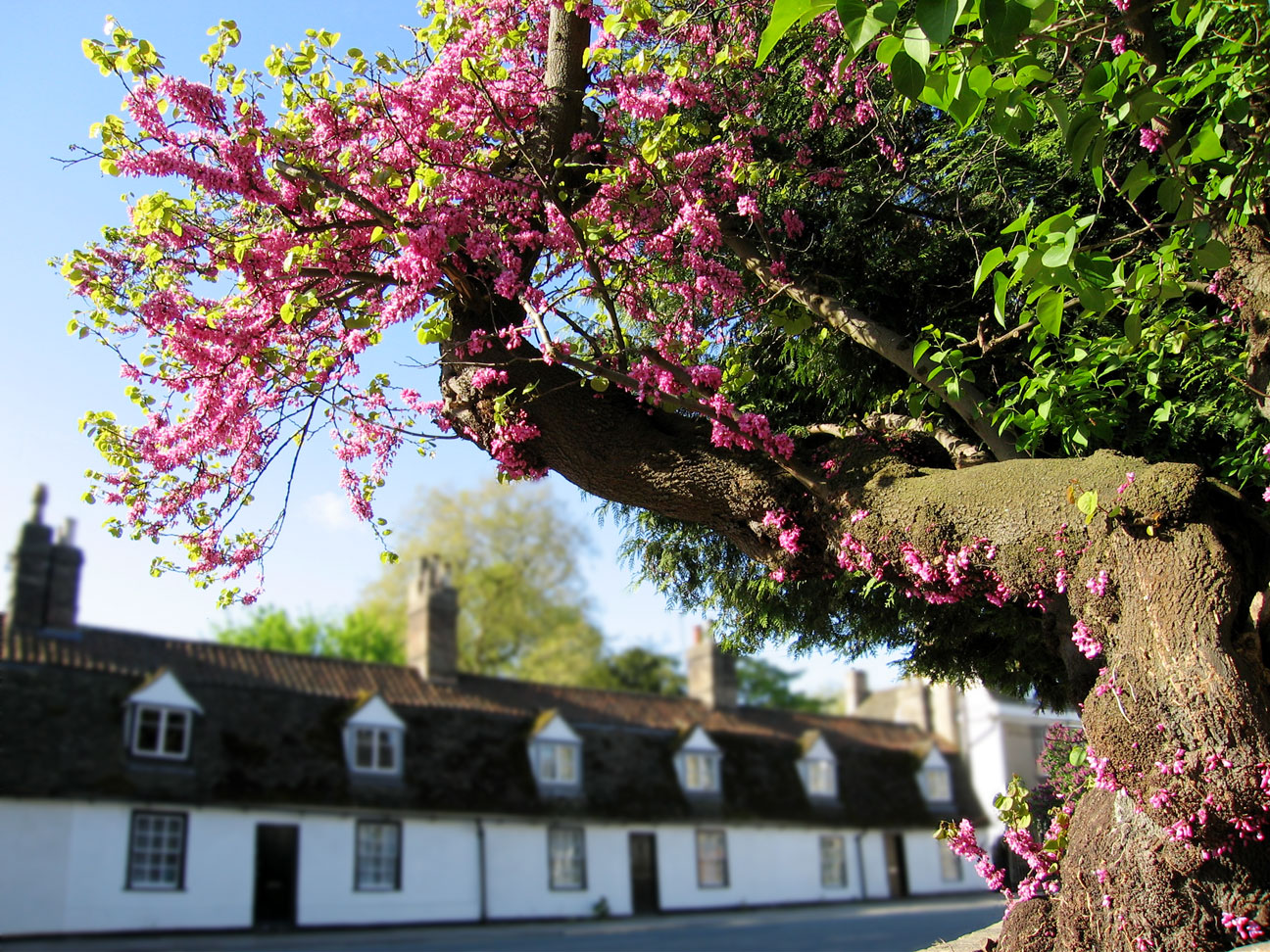
Tử kinh châu Âu (Cercis siliquastrum) thường có hoa ngay trên thân cây.

Tử kinh câu Âu hay cây Judas (Cercis siliquastrum) là một cây thân gỗ nhỏ, cao tới 10–15 m có ở Nam Âu và Tây Nam Á, Iberia, miền nam Pháp, Italia, Hy Lạp và Tiểu Á, là một loại cây thấp và đẹp với phần tán lá trải rộng. Vào đầu mùa xuân nó được che phủ bởi vô số hoa màu hồng tím trước khi ra lá. Hoa của nó có vị chua dễ chịu, đôi khi được ăn như là một loại rau trộn trong món xà lách hay các món rán. Loài cây này hay được nhắc tới trong các tài liệu về thảo dược châu Âu trong thế kỷ 16 và thế kỷ 17.
Người ta cho rằng Judas Iscariot đã tự treo cổ trên một cây của loài cây thân gỗ nhỏ và thưa cành này sau khi phản bội Jesus, nhưng tên gọi cây Judas này có thể có nguồn gốc từ "cây Judea ", lấy theo tên gọi của khu vực bao gồm Israel và Palestine ngày nay, nơi mà loài cây này là khá phổ biến.
Một loài cây nhỏ khác trong chi này ở miền đông Bắc Mỹ là tử kinh miền đông (Cercis canadensis), phổ biến từ phía nam Canada tới Alabama và Đông Texas. Nó khác với C. siliquastrum ở chỗ các lá của nó nhọn đỉnh và kích thước cây cũng nhỏ hơn (ít khi cao trên 12 m). Hoa của nó cũng được dùng làm xà lách hay đồ gia vị dạng ngâm dầm, còn lớp vỏ phía trong của các cành con cung cấp một loại thuốc nhuộm màu vàng mù tạc.
Loài có quan hệ họ hàng tử kinh miền tây (Cercis occidentalis), phổ biến từ California về phía đông tới Utah trong các khu vực chân đồi. Lá của nó thuôn tròn hơn ở đỉnh so với họ hàng có lá hình tim (tử kinh miền đông). Loài cây này thường tạo thành các khóm cây nhiều thân được che phủ bởi các hoa màu hồng tươi vào đầu mùa xuân (tháng 2-3). Các dạng có hoa trắng cũng được trồng. Nó chỉ đâm chồi một lần mỗi năm.
Tử kinh hoa rủ (Cercis racemosa) ở miền tây Trung Quốc là không bình thường trong chi này do nó có hoa mọc thành cành rủ xuống dài khoảng 10 cm, giống như ở chi Laburnum, chứ không phải cụm hoa ngắn như ở các loài khác.

## Thư viện ảnh

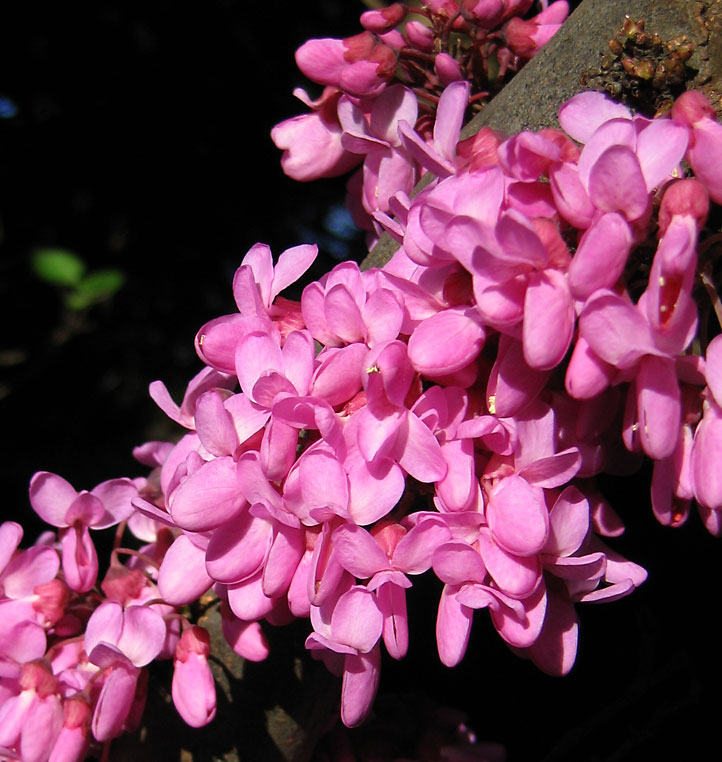
Hoa của cây Judas (Cercis siliquastrum)
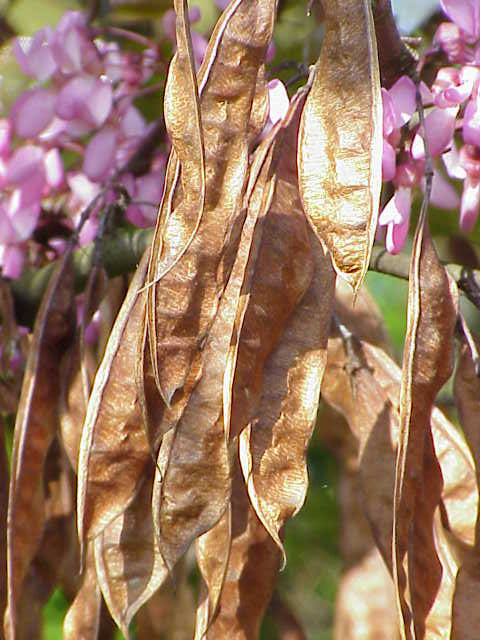
Hoa và quả đã già của cây Judas (Cercis siliquastrum)